# Podlessje (Kaliningrad, Bagrationowsk)
Podlessje (Подлесье, deutsch Supplitten) war ein Ort in der russischen Oblast Kaliningrad (Gebiet Königsberg (Preußen)), bis 1945 im ostpreußischen Kreis Preußisch Eylau. Die Ortsstelle liegt heute im Bereich des Munizipalkreises Rajon Bagrationowsk (Stadtkreis Preußisch Eylau).

## Geographische Lage
Die Ortsstelle Podlessje resp. Suppllitten liegt im südlichen Westen der Oblast Kaliningrad, 14 Kilometer nordwestlich der einstigen Kreis- und heutigen Rajonshauptstadt Preußisch Eylau (russisch Bagrationowsk).

## Geschichte
Vor 1553 wurde der Gutsort Suplitten gegründet und um 1820 bis 1950 Supplitten genannt. 1874 wurde der Gutsbezirk Suppliiten in den neu errichteten Amtsbezirk Wackern (russisch Jelanowka) im Kreis Preußisch Eylau in Ostpreußen aufgenommen. Im Jahre 1910 zählt Supplitten 40 Einwohner.
Am 30. September 1928 gab der Gutsbezirk Supplitten seine Eigenständigkeit auf und schloss sich mit dem Nachbargutsbezirk Wackern zur neuen Landgemeinde Wackern zusammen.
Mit dem gesamten nördlichen Ostpreußen kam Supplitten 1945 in Kriegsfolge zur Sowjetunion. Bis 1950 behielt der Ort den deutschen Namen, als er dann in „Podlessje“ die russische Namensform erhielt.
Bereits 1947 wurde Supplitten in den neu gebildeten Tschapajewski selski Sowet (Dorfsowjet Tschpajewo (Schlauthienen)) aufgenommen. Aber bereits lange vor 1975 konnte der Ort nicht mehr besiedelt werden, galt als verlassen und ist heute offiziell untergegangen.
Seine Ortsstelle liegt jetzt im Gebiet des Rajon Bagrationowsk (Stadtkreis Preußisch Eylau) in der Oblast Kaliningrad (Gebiet Königsberg (Preußen)) der Russischen Föderation.

## Religion
Bis 1938 war Supplitten mit seiner fast ausnahmslos evangelischen Bevölkerung in das Kirchspiel der Kirche Klein Dexen (russisch Furmanowo) eingepfarrt. Als diese wegen der Anlage eines Truppenübungsplatzes abgerissen wurde, kam Supplitten zur neuerbauten Kirche in Stablack (russisch Dolgorukowo) innerhalb der Kirchenprovinz Ostpreußen der Kirche der Altpreußischen Union.

## Verkehr
Die Ortsstelle von Podlessje resp. Supplitten liegt westlich der Straße von Slawskoje (Kreuzburg) über Kamenka (Krücken) nach Pogranitschnoje (Hussehnen) und ist über einen Abzweig unweit der Ortsstelle von Alkehnen zu erreichen.